# Wityny
Wityny est un village polonais de la gmina d'Ełk, dans le powiat d'Ełk, voïvodie de Varmie-Mazurie, au nord-est du pays.